# دابراوینو
دابراوینو (به بلغاری: Dabravino) یک منطقهٔ مسکونی در بلغارستان است که در شهرستان آورن واقع شده‌است.